# Unguraș (gmina)
Unguraș – gmina w Rumunii, w okręgu Kluż. Obejmuje miejscowości Batin, Daroț, Sicfa, Unguraș i Valea Ungurașului. W 2011 roku liczyła 2777 mieszkańców.